# Éric Srecki
Éric Srecki (n. 2 iulie 1964, Béthune, communauté d'agglomération de Béthune-Bruay, Artois-Lys Romane⁠(d), Franța) este un fost scrimer olimpic francez specializat pe spadă. A câștigat patru medalii olimpice, două de aur, una de argint și una de bronz din patru participări consecutive ale Jocurilor: Seul 1988, Barcelona 1992, Atlanta 1996 și Sydney 2000. După ce s-a retras a devenit antrenor de scrimă. A fost director tehnic național al Federației Franceze de Scrimă din 2009 până în 2012.  A fost inclus în „Hall of Fame-ul” scrimei de Federației Internaționale de Scrimă în anul 2013.
A început să practice scrima la vârsta de șase ani la clubul al Gardei Republicane din Paris cu maestrul Jacques Millot.

## Legături externe
- en Éric Srecki la Olympedia.org
- en  „Hall of Fame-ul” scrimei Arhivat în 12 august 2015, la Wayback Machine. la Federația Internațională de Scrimă